# Nazionale femminile di roller derby degli Stati Uniti d'America
La nazionale di roller derby degli Stati Uniti d'America è la selezione maggiore femminile di roller derby, il cui nickname è Team USA, che rappresenta gli Stati Uniti d'America nelle varie competizioni ufficiali o amichevoli riservate a squadre nazionali. Ha vinto il campionato mondiale di roller derby nel 2011 e nel 2014.

## Risultati
Legenda: Grassetto: Risultato migliore, Corsivo: Mancate partecipazioni

## Dettaglio stagioni

### Amichevoli
| Stagione | Vin | Par | Per | Tot | PF   | PS  | avversaria                                                     |
| -------- | --- | --- | --- | --- | ---- | --- | -------------------------------------------------------------- |
| 2012     | 5   | 0   | 0   | 5   | 1949 | 259 | Philly, Svezia, Finlandia, Inghilterra, Londra                 |
| 2013     | 1   | 0   | 0   | 1   | 252  | 72  | Canada                                                         |
| 2014     | 5   | 0   | 0   | 5   | 1559 | 283 | International All-Stars, Big O MVP's, Canada, Svezia, Germania |
|          |     |     |     |     |      |     |                                                                |
| Totale   | 11  | 0   | 0   | 11  | 3760 | 614 |                                                                |

### Tornei

#### Mondiali
| Stagione | regular season | regular season | regular season | regular season | regular season | regular season | playoff | playoff | playoff | playoff | playoff | playoff            | playoff     |
|          | Vin            | Par            | Per            | Tot            | PF             | PS             | Vin     | Per     | Tot     | PF      | PS      | risultato          | avversaria  |
| -------- | -------------- | -------------- | -------------- | -------------- | -------------- | -------------- | ------- | ------- | ------- | ------- | ------- | ------------------ | ----------- |
| 2011     | 2              | 0              | 0              | 2              | 812            | 9              | 3       | 0       | 3       | 1333    | 45      | Campione del mondo | Canada      |
| 2014     | 2              | 0              | 0              | 2              | 1142           | 18             | 4       | 0       | 4       | 1901    | 179     | Campione del mondo | Inghilterra |
|          |                |                |                |                |                |                |         |         |         |         |         |                    |             |
| Totale   | 4              | 0              | 0              | 4              | 1954           | 27             | 7       | 0       | 7       | 3234    | 224     |                    |             |

### Riepilogo bout disputati
| Anno | Luogo           | Evento                                 | Fase del torneo  | Incontro                              | Risultato |
| 2011 | Toronto         | Mondiale                               | Fase a gironi    | Nuova Zelanda - Stati Uniti           | 8 - 377   |
| 2011 | Toronto         | Mondiale                               | Fase a gironi    | Scozia - Stati Uniti                  | 1 - 435   |
| 2011 | Toronto         | Mondiale                               | Quarti di finale | Stati Uniti - Nuova Zelanda           | 470 - 8   |
| 2011 | Toronto         | Mondiale                               | Semifinale       | Australia - Stati Uniti               | 4 - 527   |
| 2011 | Toronto         | Mondiale                               | Finale           | Stati Uniti - Canada                  | 336 - 33  |
| 2012 | ?               | Amichevole                             |                  | Philly Roller Girls - Stati Uniti     | 81 - 259  |
| 2012 | Helsinki        | Amichevole                             |                  | Svezia - Stati Uniti                  | 29 - 419  |
| 2012 | Helsinki        | Amichevole                             |                  | Finlandia - Stati Uniti               | 6 - 639   |
| 2012 | Londra          | Amichevole                             |                  | Inghilterra - Stati Uniti             | 70 - 296  |
| 2012 | Londra          | Amichevole                             |                  | London Rollergirls - Stati Uniti      | 73 - 336  |
| 2013 | Philadelphia    | East Cost Derby Extravaganza           |                  | Stati Uniti - Canada                  | 252 - 72  |
| 2014 | Fort Lauderdale | Beach Brawl International Invitational |                  | International All-Stars - Stati Uniti | 31 - 435  |
| 2014 | Eugene          | Big O                                  |                  | Big O MVP's - Stati Uniti             | 26 - 144  |
| 2014 | Feasterville    | East Cost Derby Extravaganza           |                  | Stati Uniti - Canada                  | 356 - 90  |
| 2014 | Stoccarda       | Boot Camp                              |                  | Svezia - Stati Uniti                  | 87 - 298  |
| 2014 | Stoccarda       | Boot Camp                              |                  | Germania - Stati Uniti                | 49 - 406  |
| 2014 | Dallas          | Mondiale                               | Fase a gironi    | Stati Uniti - Paesi Bassi             | 505 - 15  |
| 2014 | Dallas          | Mondiale                               | Fase a gironi    | Stati Uniti - Porto Rico              | 637 - 3   |
| 2014 | Dallas          | Mondiale                               | Ottavi di finale | Stati Uniti - Norvegia                | 854 - 6   |
| 2014 | Dallas          | Mondiale                               | Quarti di finale | Stati Uniti - Argentina               | 569 - 14  |
| 2014 | Dallas          | Mondiale                               | Semifinale       | Stati Uniti - Australia               | 259 - 54  |
| 2014 | Dallas          | Mondiale                               | Finale           | Stati Uniti - Inghilterra             | 219 - 105 |

## Confronti con le altre Nazionali
Questi sono i saldi degli Stati Uniti nei confronti delle Nazionali incontrate.

### Saldo positivo
| Nazionale     | Giocate | Vinte | Pareggiate | Perse | PF  | PS  | Ultima vittoria | Ultimo pari | Ultima sconfitta |
| ------------- | ------- | ----- | ---------- | ----- | --- | --- | --------------- | ----------- | ---------------- |
| Norvegia      | 1       | 1     | 0          | 0     | 854 | 6   | 2014            | -           | -                |
| Nuova Zelanda | 2       | 2     | 0          | 0     | 847 | 16  | 2011            | -           | -                |
| Canada        | 3       | 3     | 0          | 0     | 944 | 195 | 2014            | -           | -                |
| Australia     | 2       | 2     | 0          | 0     | 786 | 58  | 2014            | -           | -                |
| Porto Rico    | 1       | 1     | 0          | 0     | 637 | 3   | 2014            | -           | -                |
| Finlandia     | 1       | 1     | 0          | 0     | 639 | 6   | 2012            | -           | -                |
| Svezia        | 2       | 2     | 0          | 0     | 717 | 116 | 2014            | -           | -                |
| Argentina     | 1       | 1     | 0          | 0     | 569 | 14  | 2014            | -           | -                |
| Paesi Bassi   | 1       | 1     | 0          | 0     | 505 | 15  | 2014            | -           | -                |
| Scozia        | 1       | 1     | 0          | 0     | 435 | 1   | 2011            | -           | -                |
| Germania      | 1       | 1     | 0          | 0     | 406 | 49  | 2014            | -           | -                |
| Inghilterra   | 2       | 2     | 0          | 0     | 515 | 175 | 2014            | -           | -                |

## Stars vs. Stripes
Le giocatrici della nazionale statunitense giocano talvolta dei bout promozionali dividendosi in due exhibition team, il Team Stars e il Team Stripes. Attualmente la serie vede 4 vittorie del Team Stars su 4 incontri giocati.

### Riepilogo bout Stars vs. Stripes
| Anno | Luogo        | Evento                               | Fase del torneo | Incontro                          | Risultato |
| 2011 | Toronto      | Mondiale                             |                 | Team USA Stars - Team USA Stripes | 109 - 108 |
| 2012 | Philadelphia | East Coast Derby Extravaganza        |                 | Team USA Stars - Team USA Stripes | 159 - 96  |
| 2014 | Dallas       | Cen-Tex Stars & Stripes Invitational |                 | Team USA Stars - Team USA Stripes | 212 - 153 |
| 2014 | Dallas       | Mondiale                             |                 | Team USA Stars - Team USA Stripes | 134 - 129 |